# Metteniusa huilensis
Metteniusa huilensis är en tvåhjärtbladig växtart som beskrevs av G. Lozano-c. Metteniusa huilensis ingår i släktet Metteniusa och familjen Metteniusaceae. Inga underarter finns listade.